# Orthocoronavirinae
Orthocoronavirinae ist eine Virusunterfamilie innerhalb der Familie Coronaviridae, die weitestgehend mit dieser übereinstimmt. Die Viren innerhalb dieser Unterfamilie werden (fach)umgangssprachlich  Orthocoronaviren und veraltet und zweideutig auch bloß Coronaviren genannt.
Auch alle Coronaviren, die den Menschen infizieren, gehören zu den Orthocoronaviren. Darunter auch SARS-CoV-2, das Virus, das für die COVID-19-Pandemie verantwortlich war.

## Beschreibung
Bis heute (Stand 2020) entspricht die Beschreibung der Unterfamilie Orthocoronavirinae nahezu vollständig der der übergeordneten Familie Coronaviridae. Das liegt daran, dass die einzige Schwestergruppe – die Unterfamilie der Letoviren (Letovirinae) – nur wenig erforscht ist und nur eine einzige Art – Microhyla letovirus 1 – enthält. Neben strukturellen und statistischen Unterschieden im Virusgenom bei computergestützten Analysen (vgl. Bioinformatik) besteht der wesentlichste Unterschied zwischen den beiden Unterfamilien Orthocoronavirinae und Letovirinae vor allem darin, dass die Letoviren die ersten Coronaviren sind, die Amphibien infizieren.

## Benennung

### Etymologie
Der Name der Unterfamilie Orthocoronavirinae setzt sich aus dem Vorsatz „Ortho-“ (griechisch ὀρθός orthós, deutsch ‚recht, richtig, aufrecht‘) und dem früheren Namen dieser Unterfamilie Coronavirinae zusammen. „Orthocoronaviren“ bedeutet so viel wie: „richtige, eigentliche, klassische oder echte Coronaviren“. Das entspricht der zuvor gebrauchten umgangssprachlichen Bezeichnung: „echte Coronaviren“ (englisch true coronaviruses), für die Viren dieser Gruppe, bevor die Gruppe den jetzigen Namen erhielt.
Diese Virengruppe wurde zunächst als Gattung unter dem Namen Coronavirus geführt (bis 2008). Durch den Aufstieg in den Rang einer Unterfamilie wurde die Endung in „-virinae“ geändert. Die Herkunft des Namensbestandteils „corona“ wird genauer im Abschnitt Etymologie im Artikel zur Familie Coronaviridae erläutert.
Die Namenserweiterung „Ortho-“ beendete 2018 gewisse Mehrdeutigkeiten, die innerhalb der Familie Coronaviridae aufgrund dessen bestanden, dass der gleiche Wortstamm „Corona-“ für mehrere ineinanderliegende Gruppen verwendet worden war. Näheres unter Taxonomische Hintergründe.

### Verwendete Namen
Aus dem Taxonnamen Orthocoronavirinae ergibt sich systematisch die Sammelbezeichnung (englisch collective name) „Orthocoronaviren“ für Viren dieser Unterfamilie. Besonders im Englischen wird diese Art der Sammelbezeichnung auch „Vernakularname“ (englisch vernacular name) genannt.
Die Sammelbezeichnung „Orthocoronaviren“ ist noch verhältnismäßig jung im Vergleich zum seit den 1960er Jahren gebrauchten Namen „Coronaviren“. Obwohl der ältere Name „Coronaviren“ zweideutig sowohl die Viren der ganzen Familie als auch nur der Unterfamilie (früher: Gattung) bezeichnet, ist er weiter auch für nur die Viren der Unterfamilie im Gebrauch.
Aus diesen Gründen existieren grundsätzlich immer noch zwei Vernakularnamen für die Viren dieser Gruppe. Einmal der doppeldeutige Name „Coronaviren“ (englisch coronaviruses). Dieser findet sich in Literatur bis 2018 und häufig auch noch nach 2018. Und dann der eindeutige Name „Orthocoronaviren“ als taxonomische Sammelbezeichnung seit 2018. Der eigentlich korrekte und eindeutige englische Vernakularname „coronavirids“ findet allerdings auch heute noch nur gelegentlich Verwendung, dieser ist analog der Bezeichnung nanovirids des ICTV für die Familie Nanoviridae, sowie hominids bzw. camelids für die Familien der Hominiden respektive Cameliden gebildet.
Wegen der Namensähnlichkeit zwischen Familie und Unterfamilie kommt es allenthalben auch zur Falschschreibung des Unterfamiliennamens in der Form: Orthocoronaviridae.

## Systematik

### Äußere Systematik
Die Unterfamilie Orthocoronavirinae besitzt in der Familie Coronaviridae mit Stand 7. Mai 2024 die beiden Schwester-Unterfamilien Letovirinae und Pitovirinae. Nicht mehr dabei die frühere Schwester-Unterfamilie Torovirinae, die 2018 zur heutigen Familie Tobaniviridae mit der neuen(!) Unterfamilie Torovirinae hochgestuft wurde.
| Familie       | Unterfamilie       |  |
| ------------- | ------------------ |  |
| Coronaviridae |                    |  |
|               | Letovirinae        |  |
|               | Pitovirinae        |  |
|               | Orthocoronavirinae |  |

### Innere Systematik

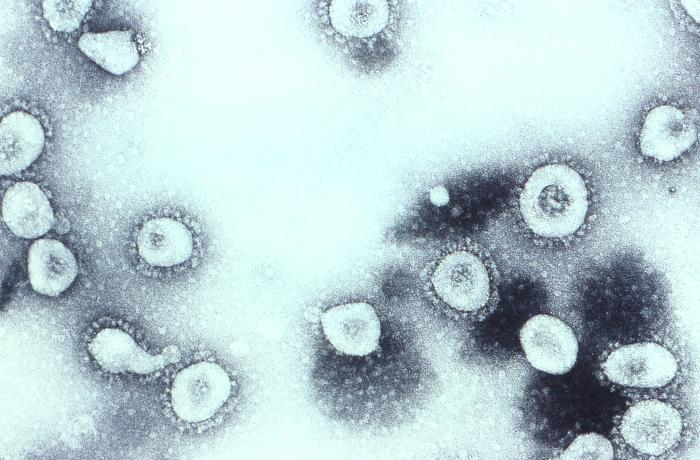
Virionen von HCoV_OC43

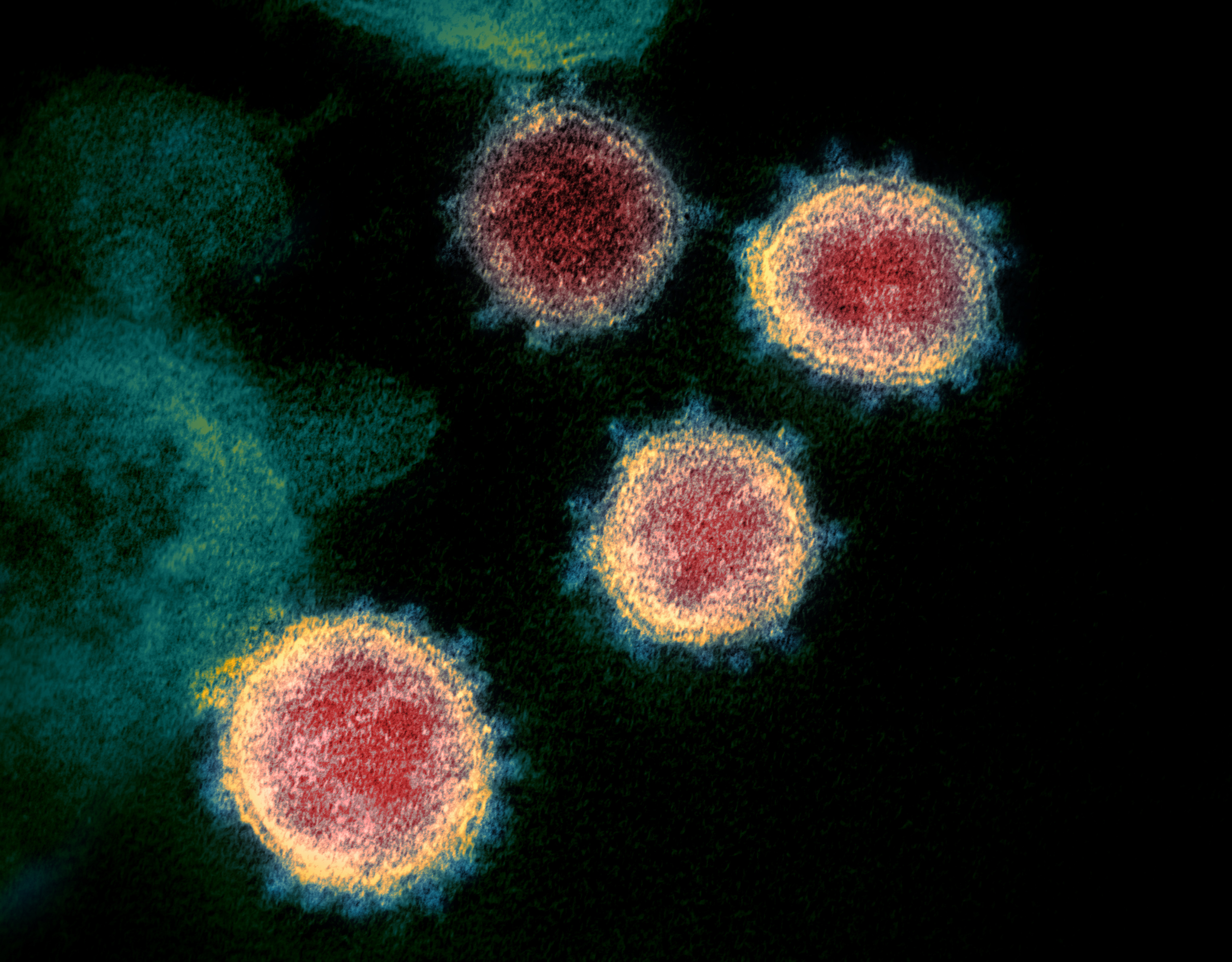
TEM-Aufnahme von Virionen des SARS-CoV-2

Systematische Darstellung nach ICTV (Stand: 7. Mai 2024).
(*) ehem. Typusart
Unterfamilie Orthocoronavirinae
Gattung Alphacoronavirus (ehem. Phylogruppe Gruppe-1-Coronaviren)
Untergattung Amalacovirus
Untergattung Colacovirus
Untergattung Decacovirus
Untergattung Duvinacovirus (mit HCoV_229E)
Untergattung Luchacovirus
Untergattung Minacovirus
Untergattung Minunacovirus
Untergattung Myotacovirus
Untergattung Nyctacovirus
Untergattung Pedacovirus
Untergattung Rhinacovirus
Untergattung Setracovirus (mit HCoV_NL63)
Untergattung Soracovirus
Untergattung Sunacovirus
Untergattung Tegacovirus
Gattung Betacoronavirus (ehem. Phylogruppe Gruppe-2-Coronaviren)
Untergattung Embecovirus (mit HCoV_OC43 und HCoV_HKU1)
Untergattung Hibecovirus
Untergattung Merbecovirus (mit MERS-CoV)
Untergattung Nobecovirus
Untergattung Sarbecovirus (mit SARS-CoV und SRS-CoV-2, Details siehe Betacoronavirus pandemicum, §Systematik) 
Untergattung Brangacovirus
Untergattung Cegacovirus
Untergattung Igacovirus
Gattung Deltacoronavirus
Untergattung Andecovirus
Untergattung Buldecovirus (inkl. ehem Untergattung Moordecovirus)
Untergattung Herdecovirus
Gattung „Epsiloncoronavirus“ – Vorschlag
Untergattung „Tropepcovirus“ – Vorschlag